# 꿈의 구장
《꿈의 구장》(영어: Field of Dreams)은 1989년 공개된 미국의 판타지 드라마 영화이다.

## 출연

### 주연
- 케빈 코스트너

### 조연
- 에이미 메디건
- 제임스 얼 존스
- 티모시 버스필드
- 레이 리오타
- 버트 랭카스터

## 기타
- 원작자: W.P. 킨셀라
- 미술: 데니스 가스너
- 의상: 린다 M. 배스
- 배역: 마저리 심킨